# Joaquim Torra i Pla
Joaquim Torra i Pla   (Blanes, 28 de desembre de 1962), conegut simplement com a Quim Torra, és un polític, advocat, editor i escriptor català. Va ser president de la Generalitat de Catalunya des del 17 de maig de 2018 fins al 28 de setembre de 2020. És un dels impulsors de la Crida Nacional per la República.
Llicenciat en Dret per la Universitat Autònoma de Barcelona l'any 1985, va treballar durant vint anys com a advocat i directiu en l'empresa d'assegurances privada Winterthur. D'aquests, els dos darrers els va passar a Suïssa, on va ser executiu de la mateixa empresa del 2005 al 2007, any en què va deixar l'empresa per tornar a Catalunya amb la intenció de dedicar-se a l'articulisme i a l'assaig polític en l'editorial A Contra Vent, fundada per Torra l'any següent i que ha destacat en la recuperació de l'obra dels periodistes catalans dels anys 20 i 30.
La seva trajectòria política s'inicia el setembre del 2009, quan dona suport a l'associació independentista catalana Reagrupament, una escissió d'Esquerra Republicana de Catalunya. No obstant això, no es coneix que militi en cap partit. Des d'aleshores ha format part de diferents associacions independentistes, entre les quals destaca Sobirania i Justícia, la qual va presidir del 2011 al 2014, a més d'esdevenir director de la Revista de Catalunya el 2012. Ha sigut membre del consell permanent de l'Assemblea Nacional Catalana i vicepresident d'Òmnium Cultural, entitat que va presidir entre el juliol i el novembre del 2015 en substitució de Muriel Casals.
Torra va presentar-se com a independent a la llista de la candidatura independentista Junts per Catalunya per a les eleccions al Parlament de 2017, en les quals fou elegit diputat al Parlament. El 10 de maig de 2018 va ser proposat com a candidat a la Presidència de la Generalitat pel President Carles Puigdemont, i va ser investit pel Parlament en segona votació quatre dies després amb majoria simple. El 28 de setembre de 2020 va ser inhabilitat com a President de la Generalitat com a conseqüència d'una pancarta controvertida al Palau de la Generalitat.
Ha escrit diversos llibres, entre els quals es poden destacar Ganivetades suïsses (2007), Periodisme? Permetin! La vida i els articles d'Eugeni Xammar (2008) o Viatge involuntari a la Catalunya impossible (2009), l'últim dels quals va obtenir el premi Carles Rahola d'assaig.

## Biografia
La família de Quim Torra prové de Santa Coloma de Farners, on encara viu la seva mare, ja vídua, i on el seu pare fou regidor d'urbanisme el 1991. La família es va establir a Blanes arran de la feina del pare, un enginyer químic que treballava a l'empresa Sociedad Anónima de Fibras Artificiales, més coneguda per les seves sigles SAFA. Era un home vinculat al catalanisme polític i gran afeccionat a la lectura. Quim Torra va néixer a Blanes i va passar els seus primers anys en un dels habitatges de la colònia industrial d'aquesta empresa, que també disposava d'escola i on va estudiar fins a cinquè. Posteriorment, la família es va traslladar a Barcelona, quan van nomenar al pare directiu de l'empresa. Quim Torra va estudiar des de llavors al Col·legi Sant Ignasi de Barcelona, més conegut com els Jesuïtes de Sarrià. Posteriorment, els seus pares retornarien a Santa Coloma, on tenen la casa pairal.
Llicenciat en Dret per la Universitat Autònoma de Barcelona (1985), entre 1987 i 2007 Quim Torra va treballar com a advocat i directiu a l'empresa asseguradora Winterthur, els dos darrers anys establert a Suïssa. Un d'ells, sol, baixant a Catalunya els caps de setmana, i l'altre, ja amb la família. Quan l'empresa fou adquirida per AXA, l'empresa li va oferir continuar en el seu càrrec a Madrid, però no el va convèncer, i va deixar l'empresa. El mateix Torra explicà la seva experiència d'aquests anys a Ganivetades suïsses. Viatge (d'anada i tornada) al cor del management i del capitalisme salvatge, un llibre editat pel seu amic Jaume Ciurana. Mentre esperava a Suïssa que acabés el curs escolar dels seus fills, va començar a investigar sobre la figura d'Eugeni Xammar, periodista català que havia treballat per a les Nacions Unides a Ginebra. Va ser la seva porta d'entrada al periodisme en català dels anys 20 i 30. Va decidir llavors començar una nova etapa professional i van tornar a Barcelona.
Torra està casat amb Carola Miró, mestra, amb qui té tres fills, dues noies i un noi, la Carola, el Guillem i l'Helena.

### Etapa com a editor i activista

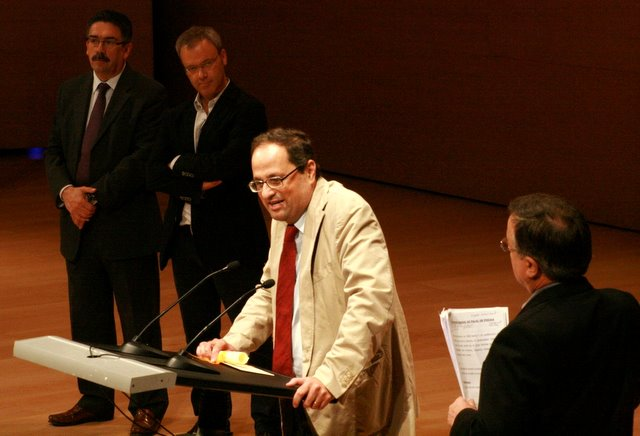
Quim Torra recollint el premi Carles Rahola d'assaig a Girona

Va ser llavors, el 2008, quan va fundar l'editorial A Contra Vent, des d'on va començar a desenvolupar una intensa activitat de recuperació de la tradició literària i periodística catalana, especialment de l'època de la Segona República Espanyola i l'exili.
El 8 d'octubre de 2009 va obtenir el premi Carles Rahola d'assaig per la seva obra Viatge involuntari a la Catalunya impossible, en el marc dels Premis Literaris de Girona. En aquest assaig rescata l'obra i la trajectòria de diversos periodistes catalans de l'època de la Segona República Espanyola, entre els quals hi ha Just Cabot, Francisco Madrid, Àngel Ferran, Lluís Capdevila i Manuel Fontdevila.
El febrer de 2011 va substituir Agustí Bassols com a president de l'associació independentista Sobirania i Justícia i el mes següent va ser elegit al consell permanent de l'Assemblea Nacional Catalana. El mateix any va presentar amb l'advocat Jordi Cortada una demanda contra la sentència de l'Estatut al Tribunal Europeu dels Drets Humans, que va ser rebutjada el 2012.
El mateix 2011 els regidors Antoni Vives i Jaume Ciurana (CiU) el van fitxar com a gerent de l'empresa municipal barcelonina Foment de Ciutat Vella l'any 2011, i l'any següent, va ser nomenat director del Born Centre Cultural, on va dirigir el procés de museïtzació de les ruïnes del jaciment del Born que es conserven al sòl de l'antic mercat, que corresponen a la Barcelona de 1716. El maig del 2015 va ser nomenat director de la Revista de Catalunya.
Va ser vicepresident d'Òmnium Cultural entre 2013 i 2015, des d'on va proposar fer una llista sense polítics de cara a les eleccions al Parlament de 2015. Una enquesta encarregada per Òmnium donava a la proposta 70 diputats. La proposta va ser estudiada per diversos partits, però no va rebre el suport d'Artur Mas, i finalment es va convertir en la candidatura Junts Pel Sí. Muriel Casals es va incorporar a les llistes d'aquesta candidatura, i per aquest motiu el 21 de juliol de 2015 Quim Torra va ser proclamat president de l'entitat de manera interina. Mantindria el càrrec fins al desembre del mateix any, quan l'assemblea de socis va escollir una nova junta directiva encapçalada per Jordi Cuixart i Navarro.
Després de les eleccions municipals de 2015, i amb l'entrada de Barcelona en Comú al consistori, Torra va deixar la direcció del Born Centre Cultural. El 7 de març de 2016 fou nomenat director del Centre d'Estudis de Temes Contemporanis de la Generalitat de Catalunya, i el mateix any va recolzar Liz Castro com a presidenciable a l'ANC. El 2016 va publicar Els últims 100 metres, sobre el procés independentista, i Muriel Casals i la revolució dels somriures.
Com a articulista, col·labora en diversos mitjans, fent d'articulista a El Punt Avui, Nació Digital, El Temps, El matí digital, l'Esguard, i ocasionalment al diari Ara.

### Etapa política

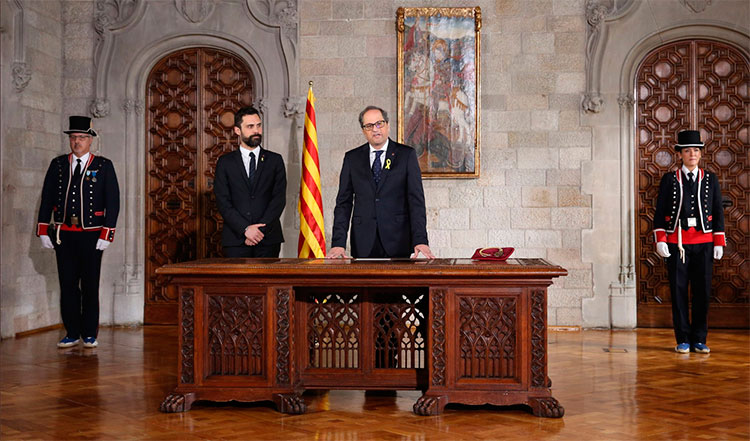
Quim Torra pren possessió del càrrec al Saló Verge de Montserrat del Palau de la Generalitat.

Vinculat al corrent crític d'Unió Democràtica de Catalunya anomenat El Matí, el setembre de 2009, va publicar un article on anunciava que s'havia adherit a Reagrupament. Reagrupament estava liderat per Joan Carretero i Rut Carandell, cunyada de Quim Torra. El partit no va obtenir cap escó a les eleccions al Parlament de 2010. El 2011 Oriol Junqueras el va tantejar com a possible candidat per Girona, però les bases d'ERC a Girona no ho van acceptar i Junqueres hagué de fer marxa enrere.
A les eleccions al Parlament de Catalunya de 2017 es va presentar com a 11è candidat a la circumscripció per Barcelona, on fou elegit diputat amb la llista de Junts per Catalunya.
El 10 de maig de 2018 va ser suggerit com a candidat a la Presidència de la Generalitat de Catalunya per Carles Puigdemont. El debat d'investidura se celebra entre dissabte 12 i dilluns 14 de maig de 2018. Fou investit president de la Generalitat de Catalunya el 14 de maig de 2018. Un dels seus primers actes com a president fou visitar els diversos presos polítics catalans a les presons. Quan va nomenar els seus consellers, el Govern espanyol es va negar a publicar la nota oficial corresponent al DOGC, per tal de no fer efectius els càrrecs.
|                               | A Favor         | En Contra                | Abstencions | Nota                                                                                                 |
| 1a votació 12 de maig 2018    | 66 (JxCat, ERC) | 65 (C's, PSC, CECP, PPC) | 4 (CUP)     | No aconsegueix ser investit. Per ser investit necessita la majoria absoluta (68 vots a favor o més). |
| 2a votació 14 de maig de 2018 | 66 (JxCat, ERC) | 65 (C's, PSC, CECP, PPC) | 4 (CUP)     | És investit. Per ser investit necessitava la majoria simple (més vots a favor que en contra).        |

### Trajectòria presidencial
Torra va presidir un govern de coalició entre Junts per Catalunya i Esquerra Republicana de Catalunya, que es va oposar en diferents ocasions amb el govern espanyol per la repressió del moviment independentista i la judicialització del conflicte. En el seu primer discurs de Cap d'Any, el 30 de desembre de 2018, va afirmar que l'any següent seria el moment de fer efectiu el «mandat democràtic de llibertat». El juliol de 2018 va participar de forma telemàtica en la presentació de la Crida Nacional per la República, una organització sorgida de l'entorn de Puigdemont amb l'objectiu de generar un moviment «transversal» que fes efectiu el «mandat de l'1-O» i constituir així un «Estat independent en forma de República».
El març de 2019 va afrontar una reestructuració del seu govern, després de la renúncia de la portaveu i consellera de Presidència Elsa Artadi, i de la consellera de Cultura Laura Borràs, motivada per la intenció d'ambdues de centrar-se en els seus interessos electorals més propers: les eleccions municipals de maig a Barcelona per a la primera i les eleccions generals d'abril per a la segona. Van ser substituïdes respectivament per Meritxell Budó i Mariàngela Vilallonga.

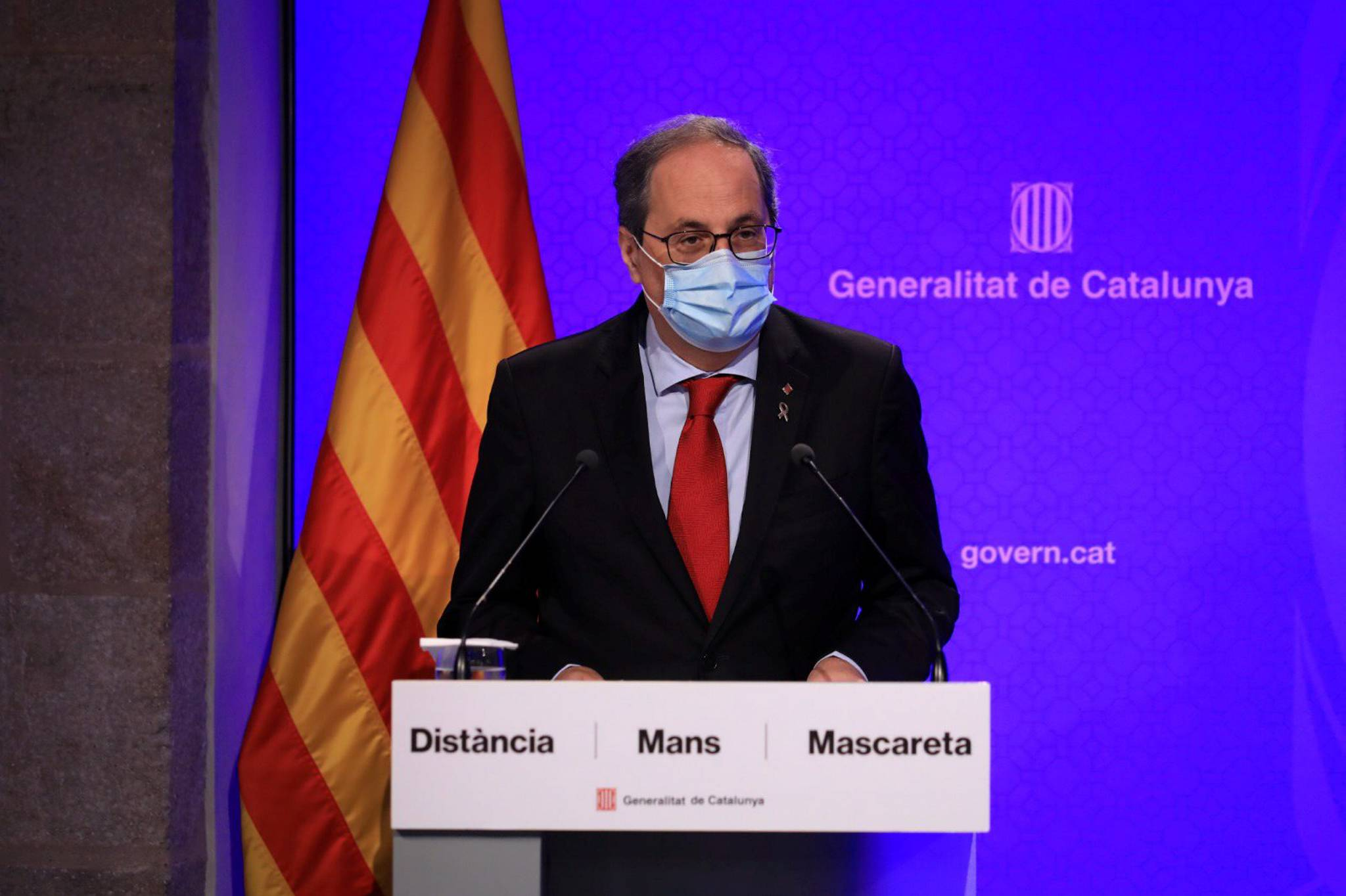
Quim Torra, en una compareixença el juliol de 2020

A mesura que va avançar la dotzena legislatura, les diferències entre els socis de govern es van accentuar públicament, sobretot a partir del suport d'ERC al govern de Pedro Sánchez i l'obertura d'una taula de diàleg entre les dues institucions; una fórmula per la qual Torra s'ha mostrat escèptic. En el discurs de Cap d'Any de finals de 2019, Torra va utilitzar l'expressió «tapar forats amb pedaços caducs» en al·lusió al diàleg amb el govern espanyol propugnat per Esquerra Republicana.
Amb l'esclat de la pandèmia de la COVID-19, Torra va ser especialment crític amb la gestió del govern espanyol, a qui li va retreure no haver aplicat abans un confinament domiciliari, i amb l'aplicació de l'estat d'alarma entre el març i el juny de 2020, que va derivar en una gestió centralista de les mesures per pal·liar els contagis. Un cop aixecat l'estat d'alarma, les competències van retornar a les autonomies i el juliol el govern català va dictar el confinament perimetral del Segrià i l'ús obligatori de la mascareta als espais públics per fer front a la pandèmia.
El 3 de setembre del 2020, el President Torra va cessar els consellers Buch, Chacón i Villalonga, i els va substituir per Miquel Sàmper, Ramon Tremosa i Àngels Ponsa, respectivament. La direcció nacional del Partit Demòcrata va qualificar de «purga política» la destitució de Chacón, en ser l'única membre del Govern de la Generalitat que va decidir no afiliar-se a Junts per Catalunya.
El govern de Quim Torra va aconseguir l'aprovació de 32 lleis, entre les quals, la llei de ports, la d'ordenació del litoral, la de l'Agència de la Natura, la de facilitació econòmica i la de promoció d'àrees urbanes; a més d'aprovar decrets per la limitació dels desnonaments durant la pandèmia i la limitació dels preus dels lloguers. La Llei de cambres, prevista per a aquesta legislatura, no es va poder aprovar per diferències polítiques.

### Pancarta i inhabilitació

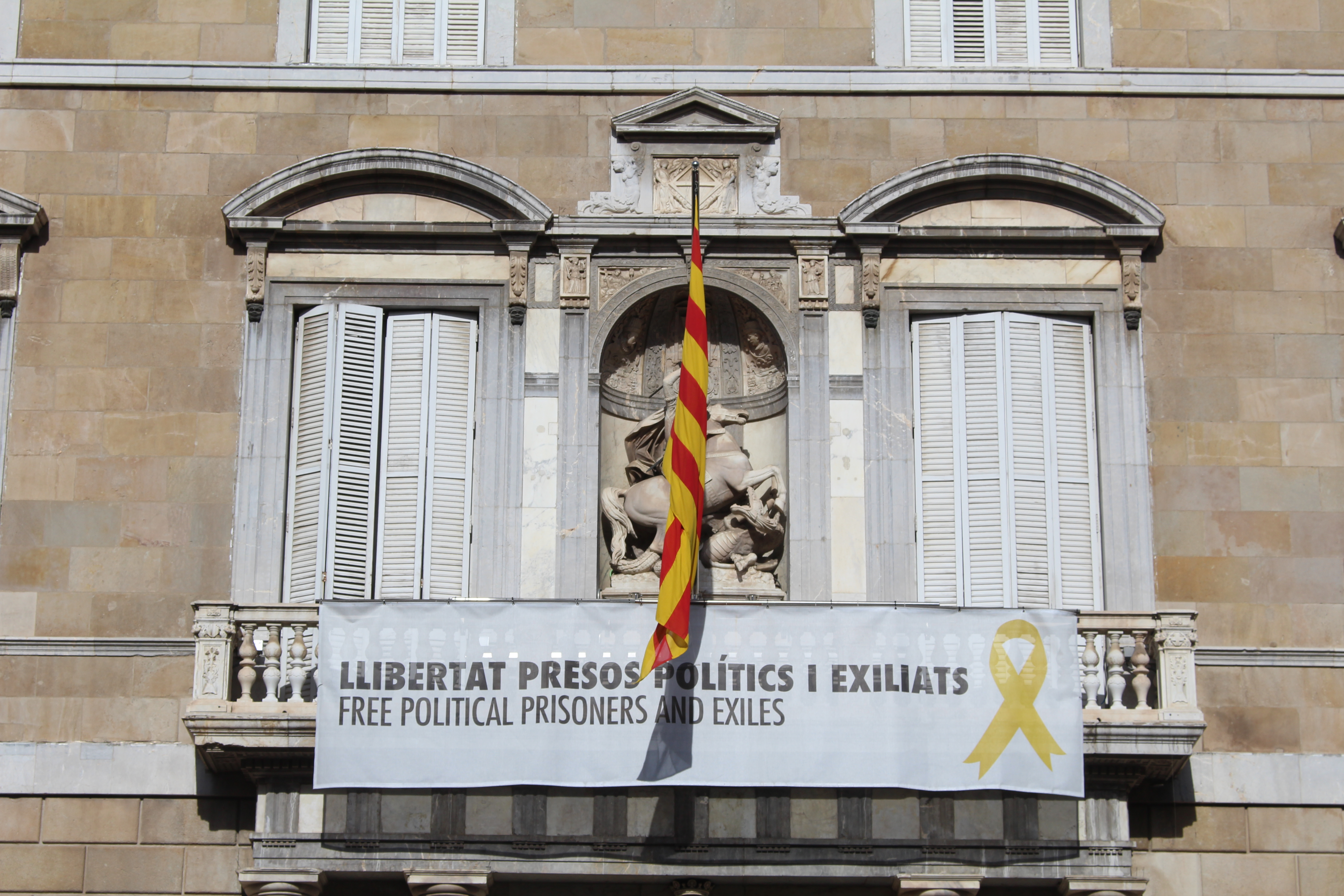
La façana del Palau de la Generalitat el març de 2019, amb la pancarta controvertida.

Tot just després de la formació del seu govern, el juny de 2018, havia decidit penjar una pancarta amb el missatge «Llibertat presos polítics i exiliats» i un gran llaç groc davant la façana del Palau de la Generalitat. Aquesta presentació de la seva posició política entorn del conflicte català/espanyol va ser rebutjada per alguns partits de l'oposició del Parlament de Catalunya, i Ciutadans va portar el cas a la Junta Electoral Central (JEC) deu mesos més tard —durant el període abans de les eleccions al Congrés— amb l'argumentació que aquest tipus de missatge era il·legal.
La JEC va decidir que aquesta pancarta presentava símbols partidistes i demanava un desmantellament de la pancarta immediat. Torra va insistir que els llaços i pancartes «són llibertat d'expressió» i va negar-se a retirar-la, malgrat dos canvis de la pancarta amb un missatge més genèric. El 27 de març de 2019 la Fiscalia va presentar una querella per desobediència, i el cas va arribar al Tribunal Superior de Justícia de Catalunya arran d'una denúncia de l'entitat Impulso Ciudadano. L'alt tribunal va tornar a demanar a Torra la retirada de la pancarta, que va ser substituïda novament per un missatge sobre la llibertat d'expressió. El 19 de desembre de 2019 el TSJC va inhabilitar Torra a un any i mig per desobediència, amb una multa de 30.000 euros. El 27 de gener de 2020 el president del Parlament del Parlament Roger Torrent va accedir a retirar-li el càrrec de diputat a petició de la JEC, fet que va tensar les relacions entre els dos socis del govern. En aquell moment, Torra va sentenciar: «Aquesta legislatura ja no té més recorregut polític».
El cas va ser apel·lat al Tribunal Suprem d'Espanya, que va confirmar la decisió de TSJC el 28 de setembre de 2020. La inhabilitació de Torra va ser la primera per a un president de la Generalitat en actiu.
Després de la inhabilitació de Torra, Pere Aragonès, vicepresident de la Generalitat, va assumir les funcions de la presidència de la Generalitat, de manera limitada, fins a la formació d'un nou govern sorgit de les eleccions de 2021.
Torra va establir la seva Oficina del President a la Casa Solterra de Girona. El 30 de desembre de 2020 va emetre un discurs de Cap d'Any a través de les xarxes socials en què va defensar la seva gestió de la pandèmia de la COVID-19 i va admetre que la dotzena legislatura no havia permès «avançar» en el procés d'independència. El gener de 2024 va finalitzar la seva inhabilitació de quinze mesos com a polític, imposada pel jutjat penal número 6 de Barcelona en la seva segona causa per desobediència.

## Obra publicada
- Ganivetades suïsses. Viatge (d'anada i tornada) al cor del management i del capitalisme salvatge (Símbol, 2007) ISBN 9788495987549
- Retorn a Eugeni Xammar, Ponències. Anuari del Centre d'Estudis de Granollers, p. 123-153 (2008).[42]
- Periodisme? Permetin! La vida i els articles d'Eugeni Xammar, biografia de l'il·lustre ametllatà Eugeni Xammar.[43] (Símbol, 2008) ISBN 978-84-95987-63-1
- El Bibliobús de la Llibertat (Símbol, 2008), amb Miquel Joseph i Mayol i Jaume Ciurana. ISBN 978-84-95987-61-7
- Manuel Fontdevila: el periodisme perdut d'un homenot excepcional, Ponències. Anuari del Centre d'Estudis de Granollers, p. 55-72 (2009)[44]
- Viatge involuntari a la Catalunya impossible; tres periodistes oblidats i l'espectre d'Eugeni Xammar (Proa, 2010) ISBN 978-84-8256-917-8
- Honorables. Cartes a la pàtria perduda (A Contra Vent, 2011). ISBN 978-84-938897-1-5
- Un bohemi al cabaret del món. Vida de Manuel Fontdevila, un senyor de Granollers (A Contravent, 2013) ISBN 978-84-15720-11-9
- Els últims 100 metres: el full de ruta per guanyar la República Catalana (Angle Editorial, 2016) ISBN 978-84-16139-99-6[45]
- Muriel Casals i la revolució dels somriures (Pòrtic, 2016) ISBN 978-84-9809-377-3[43]
- El quadern suís (Proa, 2018) ISBN 978-84-7588-724-1[46]
- Armand Obiols, d'una fredor que crema. L'intel·lectual que es va perdre (Empúries, 2024) ISBN 978-84-19729-20-0

## Premis i reconeixements
- 2009- Premi Carles Rahola d'assaig per la seva obra Viatge involuntari a la Catalunya impossible